# Serre de la Croix de Bauzon
Cet article traite du serre de la Croix de Bauzon. Pour la station de sports d'hiver, consulter l'article La Croix de Bauzon ; pour le col routier, consulter l'article Col de la Croix de Bauzon.
Le serre de la Croix de Bauzon est un petit massif montagneux situé au sud du département de l'Ardèche, dans la région Auvergne-Rhône-Alpes. Il constitue la limite nord des Cévennes et fait partie du Massif central ; il ne se trouve qu'à une quinzaine de kilomètres à l'ouest d'Aubenas.

## Géographie

### Situation
Le serre de la Croix de Bauzon prend la forme d'une crête allongée orientée ouest-est, marquant la limite sud de la haute-vallée de l'Ardèche. Ce serre constitue une partie des Cévennes vivaroises, à la lisière des Boutières, au nord ; et du massif du Mézenc l'ouest. Le serre se trouve à proximité immédiate du massif du Tanargue, dont il est seulement séparé par les vallées du Lignon et de la Borne. Cette crête comprend plusieurs pics, dont les principaux sont :
- Les Valadous, 1 544 mètres ;
- le signal de Bauzon, 1 533 mètres, également appelé la Tour des Poignets[2] ;
- le rocher d'Abraham, 1 494 mètres ;
- le rocher des Taillades 1 463 mètres ;
- le mont Gros, 1 314 mètres ;
- le sommet de Bournazon, 1 192 mètres ;
- le sommet de Fontreyde, 1 061 mètres.

Les communes limitrophes du serre sont : Astet, Barnas, Borne, Jaujac, Mayres, Meyras, Saint-Étienne-de-Lugdarès, La Souche et Thueyts. On y rattache parfois également, à la lisière ouest du massif, les communes de Cellier-du-Luc et du Plagnal.

### Accès et voies de communications

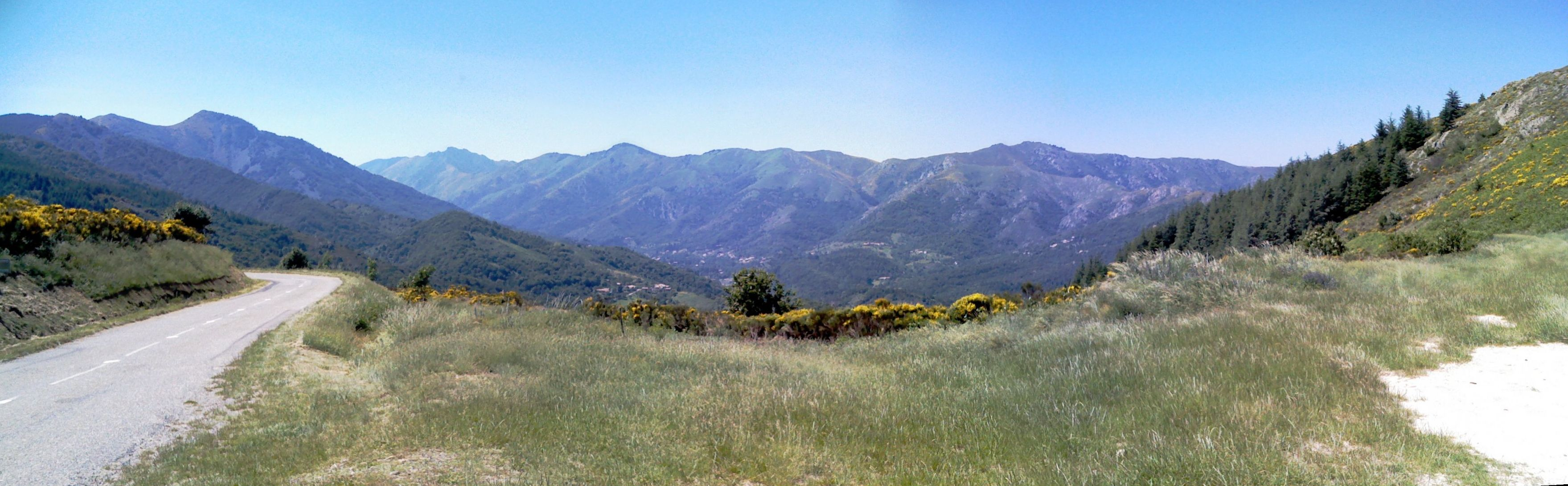
Vue sur le serre de la Croix de Bauzon

Le serre de la Croix de Bauzon est bordé au nord par la route nationale 102, et au sud par la route départementale 19. Depuis cette dernière, une petite route carrossable permet d'atteindre le signal de Bauzon (1 533 mètres), aussi appelé la Tour des Poignets, au niveau du col de la Croix de Bauzon. La route départementale D239 permet un contournement ouest, par le col du Pendu, entre Astet et Saint-Étienne-de-Lugdarès.

## Activités

### Protection environnementale
Le serre de la Croix de Bauzon est presque entièrement compris dans le parc naturel régional des Monts d'Ardèche. Ce massif comprend une zone ZNIEFF de type II nommée serres séparant la haute-vallée de l'Ardèche de celle du Lignon. Cet espace comprend en son sein une zone ZNIEFF de type I, à la superficie plus restreinte, appelée rocher d'Abraham et serres de la Chavade.

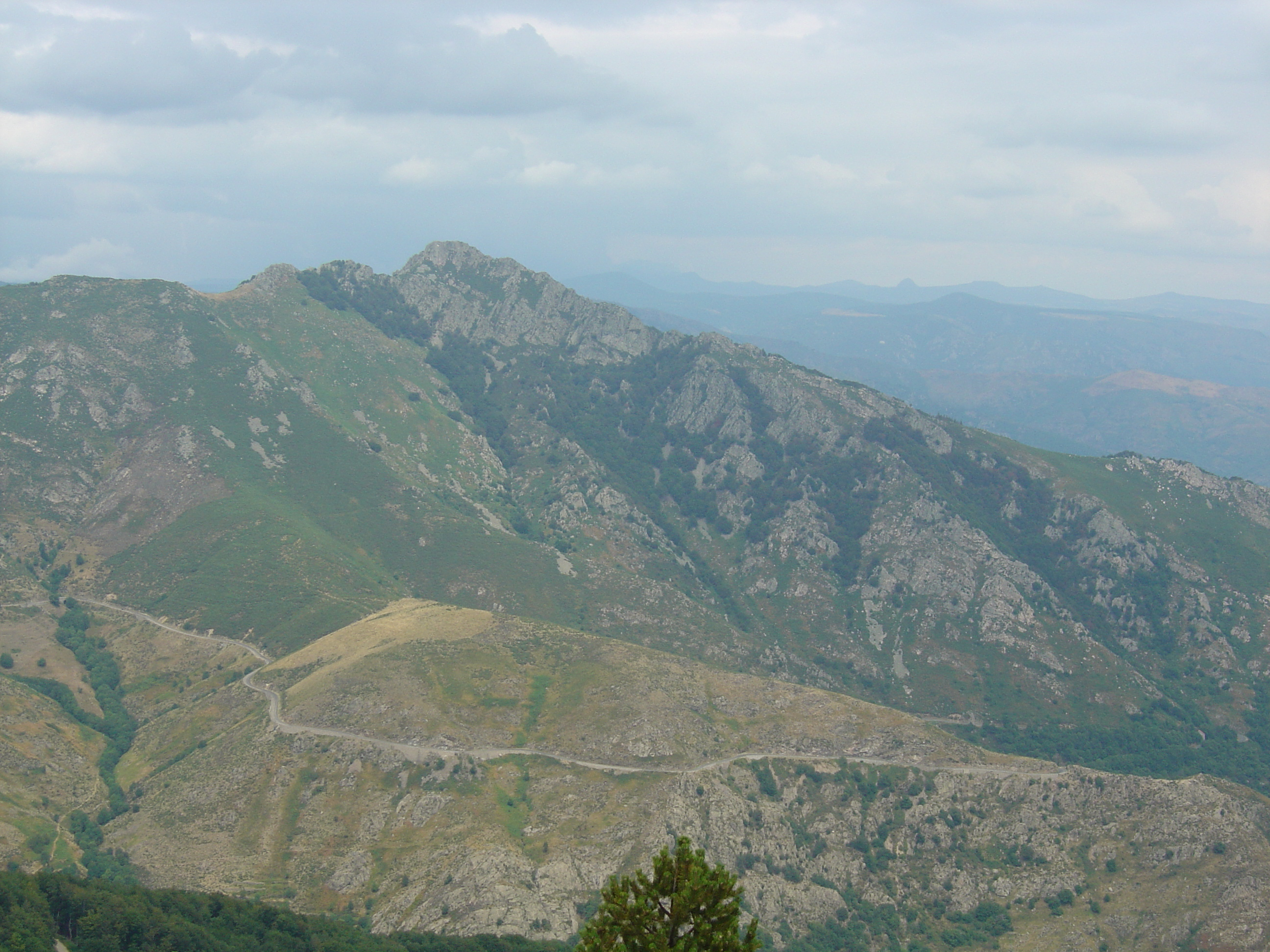
Le rocher d'Abraham

### Cyclisme
Le serre de la Croix de Bauzon est entouré par deux cols régulièrement au programme de certains parcours longs de l'Ardéchoise. Au sud, le col de la Croix de Bauzon (1 307 mètres) est grimpé sur les parcours de la Loire et des Hautes-Terres. À l'ouest, le col du Pendu (1 428 mètres) est franchi par le parcours du Tanargue, qui constitue un parcours allongé des Hautes-Terres.

### La Chavade - Bel-Air
La Chavade - Bel-Air est une station de sports d'hiver de petite dimension, dont le domaine est partagé entre les deux communes d'Astet et de Mayres. Son domaine skiable se situe à une altitude comprise entre 1 380 et 1 504 mètres. La station ne possède uniquement qu'un domaine nordique, néanmoins relié par un circuit raquettes à la station voisine de la Croix de Bauzon, dotée d'un domaine de ski alpin.